# Dendrophilinae
Dendrophilinae (лат.) — подсемейство жуков из семейства карапузиков.

## Описание
Усиковые ямки расположены посередине боков переднегруди, перед тазиками. Горловая лопасть с щелевидными вырезками для вкладывания усиков. Верхняя губа (лабрум) с щетинками. Передние голени обычно с несколькими зубцами.

## Систематика
- подсемейство:

- триба: Anapleini

- род: Anapleus Horn, 1873

- триба: Bacaniini

- род: Abraeomorphus
- род: Antongilus
- род: Bacaniomorphus
- род: Bacanius
- род: Chaetobacanius
- род: Cyclobacanius
- род: Degallierister
- род: Geocolus
- род: Sardulus
- род: Triballodes
- род: Troglobacanius

- триба: Dendrophilini

- род: Dendrophilus Leach, 1817
- род: Kissister Marseul, 1862

- триба: Paromalini

- род: Athomalus
- род: Australomalus
- род: Carcinops
- род: Coomanister
- род: Cryptomalus
- род: Diplostix
- род: Eulomalus
- род: Eutriptus
- род: Globodiplostix
- род: Pachylomalus
- род: Paromalus
- род: Platylomalus
- род: Xestipyge